# Зелін (Поморське воєводство)
Зелін (пол. Zielin, нім. Selliner Furt) — село в Польщі, у гміні Тшебеліно Битівського повіту Поморського воєводства.
Населення — 1211 осіб (2011).
У 1975-1998 роках село належало до Слупського воєводства.

## Демографія
Демографічна структура станом на 31 березня 2011 року:
|          | Загалом | Допрацездатний вік | Працездатний вік | Постпрацездатний вік |
| -------- | ------- | ------------------ | ---------------- | -------------------- |
| Чоловіки | 575     | 122                | 413              | 40                   |
| Жінки    | 636     | 145                | 370              | 121                  |
| Разом    | 1211    | 267                | 783              | 161                  |